# لنز مینولتا ای‌اف ۵۰میلی‌متر اف/۱٫۴

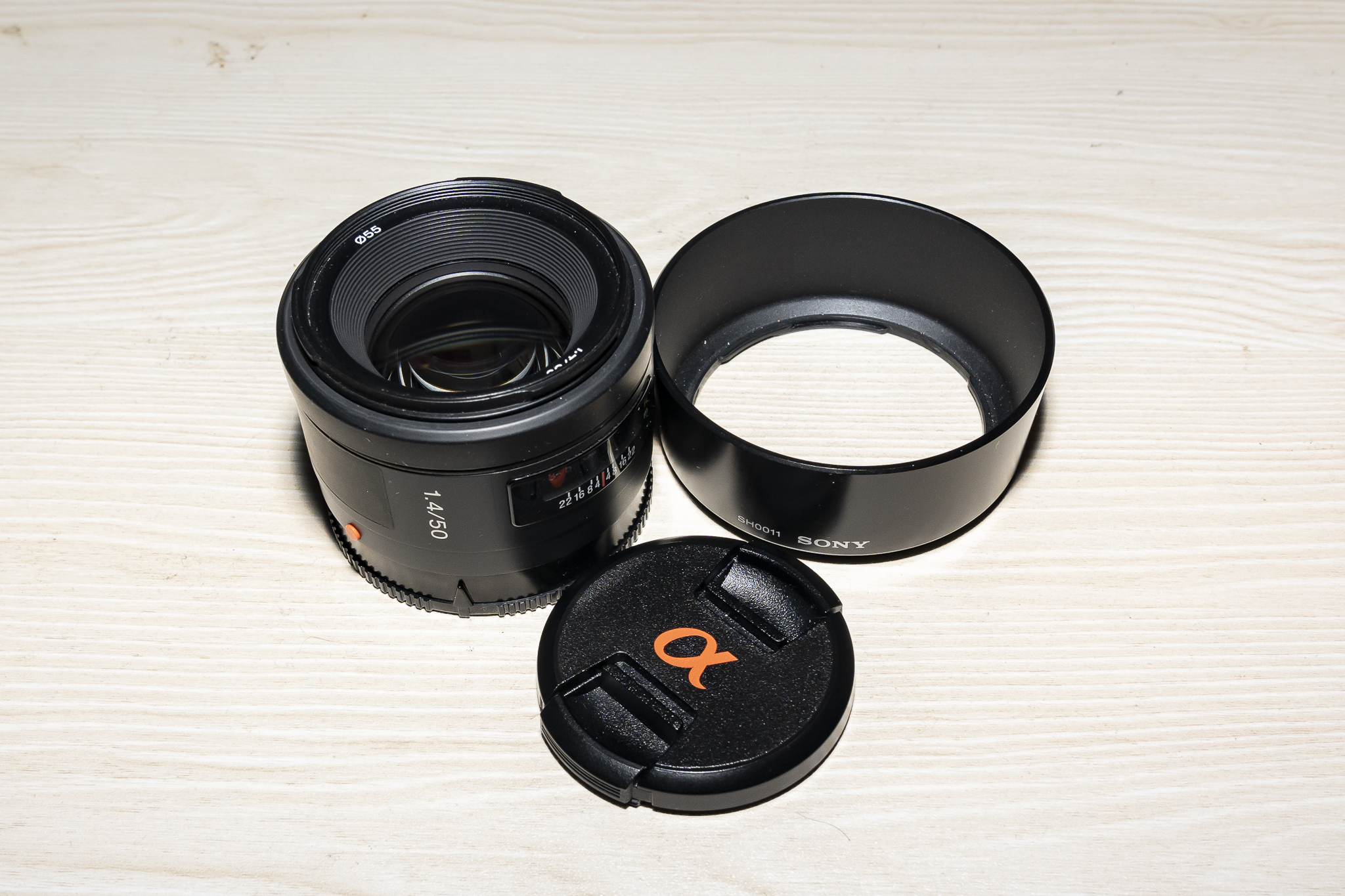
Sony A 50mm f/1.4

لنز مینولتا ای‌اف ۵۰میلی‌متر اف/۱٫۴ (به انگلیسی: Minolta AF 50mm f/1.4 lens) نام لنز دوربین عکاسی از نوع ثابت است که توسط شرکت مینولتا، سونی تولید می‌شود. فاصلهٔ کانونی این لنز ۵۰ میلی‌متر، دیافراگم آن دارای ۷ تیغه و ضریب اف آن اف ۱٫۴ تا اف ۲۲ است. این لنز در 2006 میلادی تولید و عرضه شده‌است.